# Real Floridablanca
El Real Floridablanca F.C. fue un club de fútbol colombiano del municipio de Floridablanca, Santander.

## Historia
Se fundó en el año 1996 como equipo aficionado, jugando torneos amateur de la región aprovechando de esta manera la infraestructura del recién construido Estadio Álvaro Gómez Hurtado de la ciudad de Floridablanca. Su inicio en la rama profesional fue en el año 1997, más exactamente en el torneo de la Primera B cuando el equipo se denominó Real Floridablanca Fútbol Club y fue dirigido en la parte técnica por el profesor Eduardo Guillio; ese año termina 7° en la tabla general del Torneo de Ascenso dejando un balance positivo para ser su primer año con jugadores juveniles y veteranos de la región casi en su totalidad. El año siguiente fue un desastre para el equipo al quedar último en el Torneo de Ascenso y por consiguiente descender a la Primera C, lo que originó su disolución ese mismo año.

## Datos del Club
- Temporadas en 1ª: 0
- Temporadas en 2ª: 2 (1997-1998).

- Mejor puesto:
  - En Primera B: 7°(1997).
- Peor puesto:
  - En Primera B: 16º (1998).

## Uniforme
- Uniforme titular: Camiseta mitad verde y mitad amarilla, pantalón blanco y medias verdes.
- Uniforme alternativo: Camiseta a rayas verdes, pantalón y medias blancas, con vivos verdes.

## Entrenadores
- Eduardo Gillio (1997)
- Armando Osma (1997)
- Jorge Ramoa (1998)